# Bryna Kra
Bryna Rebekah Kra (* 6. Oktober 1966 in Boston) ist eine US-amerikanische Mathematikerin.
Kra ist die Tochter des Mathematikers Irwin Kra. Sie studierte an der Harvard University (Bachelor 1988) und wurde 1995 bei Yitzhak Katznelson an der Stanford University promoviert (Commutative groups of diffeomorphisms of the circle). Danach war sie an der Hebrew University in Jerusalem, der University of Michigan, dem IHES und der Ohio State University, bevor sie Assistant Professor an der Pennsylvania State University wurde. 2004 wurde sie Professorin an der Northwestern University, wo sie der Mathematik-Fakultät vorstand (2011).
Sie befasst sich mit dynamischen Systemen und Ergodentheorie und speziell mit deren Anwendungen in Kombinatorik und Zahlentheorie.
2010 erhielt sie den Levi-L.-Conant-Preis für ihren Aufsatz The Green-Tao Theorem on arithmetic progressions in the primes: an ergodic point of view über den Satz von Terence Tao und Ben Green über arithmetische Folgen in Primzahlen. 2006 war sie Invited Speaker auf dem Internationalen Mathematikerkongress in Madrid (From Combinatorics to ergodic theory and back again). Sie war im Leitungsrat (Executive Committee) der American Mathematical Society und 2006 einer von deren Centennial Fellows. Sie ist in Programmen zur Verbesserung des Mathematikunterrichts an lokalen Schulen engagiert. 2016 wurde sie zum Mitglied der American Academy of Arts and Sciences gewählt, 2019 zum Mitglied der National Academy of Sciences. Für 2019 wurde Kra von der Association for Women in Mathematics als Noether Lecturer ausgewählt. 2023/2024 war sie Präsidentin der American Mathematical Society.